# Акула кривозуба
Акула кривозуба (Hemipristis elongata) — єдиний сучасний вид роду Hemipristis родини великоокі акули. Інші назви «викопна акула», «акула-корч». Інші представники роду — Hemipristis lavigniensis, Hemipristis paucidens, Hemipristis serra, Hemipristis wyattdurhami — жили в період з олігоцену до еоцену. Сама кривозуба акула відома з олігоцену, тому часто її називають викопною акулою.

## Опис
Загальна довжина досягає 2,4 м. Середні розміри складають 1,6-1,8 м. Голова велика. Морда широка, округлена, помірно довга. Очі великі, з мигальною перетинкою. За очима розташовані маленькі бризкальця. Рот широкий, круто зігнутий. На верхній щелепі розташовано 26-30 робочих зубів. Вони широкі, з короткою верхівкою, у дорослих особин з пилчастою крайкою. На нижній щелепі — 30-39 робочих зубів, які довгі й товсті, криві, з широким корінням. У середній частині обох щелеп є «беззубий» простір. У звичайному стані зуби стирчать з пащі. У неї 5 пар довгих зябрових щілин. Тулуб обтічний, веретеноподібний. Має 2 спинних плавця, з яких перший майже у 2 рази перевершує задній. Перший спинний плавець розташовано між грудними та черевними плавцями. Задній спинний плавець — навпроти анального. Усі плавці серпоподібні, задні крайки грудних, черевних, анального плавців глибоко увігнуті. Хвостовий плавець гетероцеркальний, верхня лопать значно довшою за нижню.
Забарвлення спини сіре, іноді бронзово-сіре. Черево має попелясто-білий колір.

## Спосіб життя
Тримається на глибинах від 1 до 130 м, континентального шельфу, неподалік від берегів або на значній відстані від узбережжя. Не утворює якихось скупчень, переважно є одинаком. Доволі моторна та активна акула. Живиться анчоусами, сардинами, горбанями, камбалами, молодими акулами, скатами, каракатицями, кальмарами, восьминогами.
Статева зрілість настає при розмірах 1,1-1,2 м. Вагітність триває 7-8 місяців. Самиця народжує від 2 до 11 акуленят завдовжки 45-50 см.
Є об'єктом промислового та кустарного вилову. В індії м'ясо цієї акули вважається найсмачніших серед інших акул. Плавці використовуються для супу, печінку — для виробництва жирів та вітамінів.
Ця акула не становить загрози для людини.

## Розповсюдження
Мешкає в Індійському океані від узбережжя ПАР до Таїланду, включно з Червоним морем й Перською затокою, Сейшельськими островами. Також зустрічається поблизу березі західної Австралії. В Тихому океані ця акула тримається від узбережжя Індокитаю до Корейського півострова. Крім того, є численною у водах Філіппін та північно-східної Австралії.